# Gigondas (region winiarski)
Gigondas jest regionem winiarskim ograniczonym do gminy o tej samej nazwie w departamencie Vaucluse, w południowej dolinie Rodanu.
6 stycznia 1971 gmina wydzieliła się z AOC Côtes du Rhône-Villages i uzyskała status samodzielnej apelacji AOC. W Gigondas produkuje się niemal wyłącznie wino czerwone, udział wina różowego stanowi ledwie 2%.
Obszar uprawy rozciąga się u stóp skalistego pasma Dentelles de Montmirail, na około 1300 ha.

## Podłoże i klimat

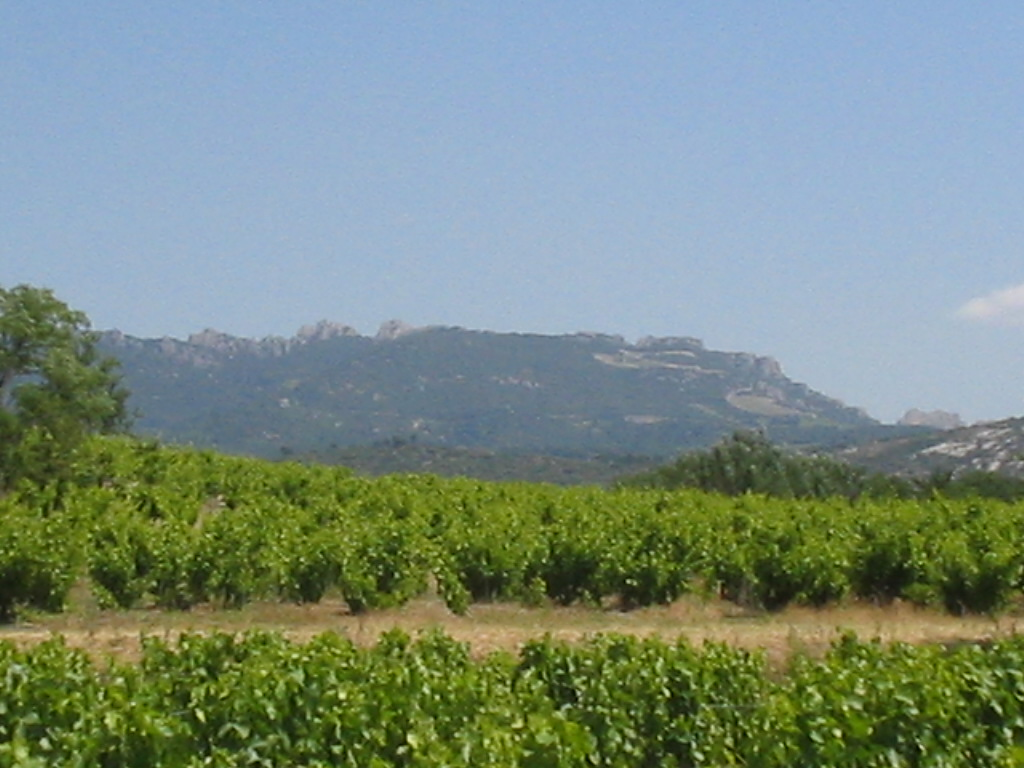
Winnica pod Gigondas, w tle Dentelles de Montmirail

Winnice rozciągają się na żwirowych tarasach, przemieszanych z czerwonawą gliną.
Klimatolodzy wyróżniają cztery pory roku: dwie suche (krótka zima, długie lato) oraz dwie deszczowe, przy czym jesienne deszcze są bardziej intensywne.
Winnice leżą w zasięgu mistralu. Klimat jest zbliżony do śródziemnomorskiego, co odróżnia region od północnych sąsiadów, będących bardziej pod wpływem klimatu kontynentalnego. Granicę stanowi niewielki masyw górski Dentelles de Montmirail, który dzieli obszar upraw na dwie odrębne strefy: na południe od masywu jest często upalnie, zaś na północ temperatury są bardziej wyrównane.
Na proces dojrzewania winogron wpływ ma również niejednolite położenie winnic - od 100 do 600 m n.p.m. na zboczach.

## Winifikacja
Podobnie jak w wielu regionach winnych poniżej 45. równoleżnika, także wino gigondas składa się z kilku odmian. Wynika to z regionalnego klimatu, który cechuje się bardzo
gorącym, czasem upalnym latem, które sprzyja przejrzeniu winogron. Zjawisko pogłębia jeszcze wiatr mistral. Liczne próby winifikacji w południowej dolinie Rodanu dowiodły, że to zestawienie czynników klimatycznych nie pozwala na uzyskanie z winogron jednej odmiany wina wysokiej jakości i oddającego złożoność terroir. Użycie kilku odmian pozwala na osiągnięcie doskonałej równowagi między kwasowością, alkoholem i garbnikami, co decyduje o klasie wina.
98% winogron jest wykorzystywanych do produkcji win czerwonych (Gigondas rouge). Pozostałe są wykorzystywane do produkcji win różowych (Gigondas rosé). Białych win nie uprawia się już w ogóle.
W ramach apelacji można wykorzystywać tylko winogrona z obszaru gminy.

### Odmiany winogron
Wino Gigondas jest kupażowane z kilku odmian (cuvée). Dominującą odmianą jest grenache, uzupełniają ją mourvèdre lub syrah. Przepisy stanowią, że w skład wina gigondas rouge (czerwonego) powinny wchodzić odmiany: grenache (do 80%), syrah lub mourvèdre (łącznie przynajmniej 15%) oraz do 10% innych winogron dopuszczonych dla ogólnej apelacji AOC Côtes du Rhône z wyjątkiem carignan.
Spośród nich najczęściej spotykany jest cinsault. Niektórzy producenci ograniczają się do trzech głównych odmian. Spotyka się wina, w których udział grenache oscyluje wokół 50%, a reszta przypada na syrah i mourvèdre po 25%.
Wina różowe opierają się na soku z odmiany grenache, uzupełnianym przez odmianę cinsault. Udział mourvèdre nie przekracza 10%.

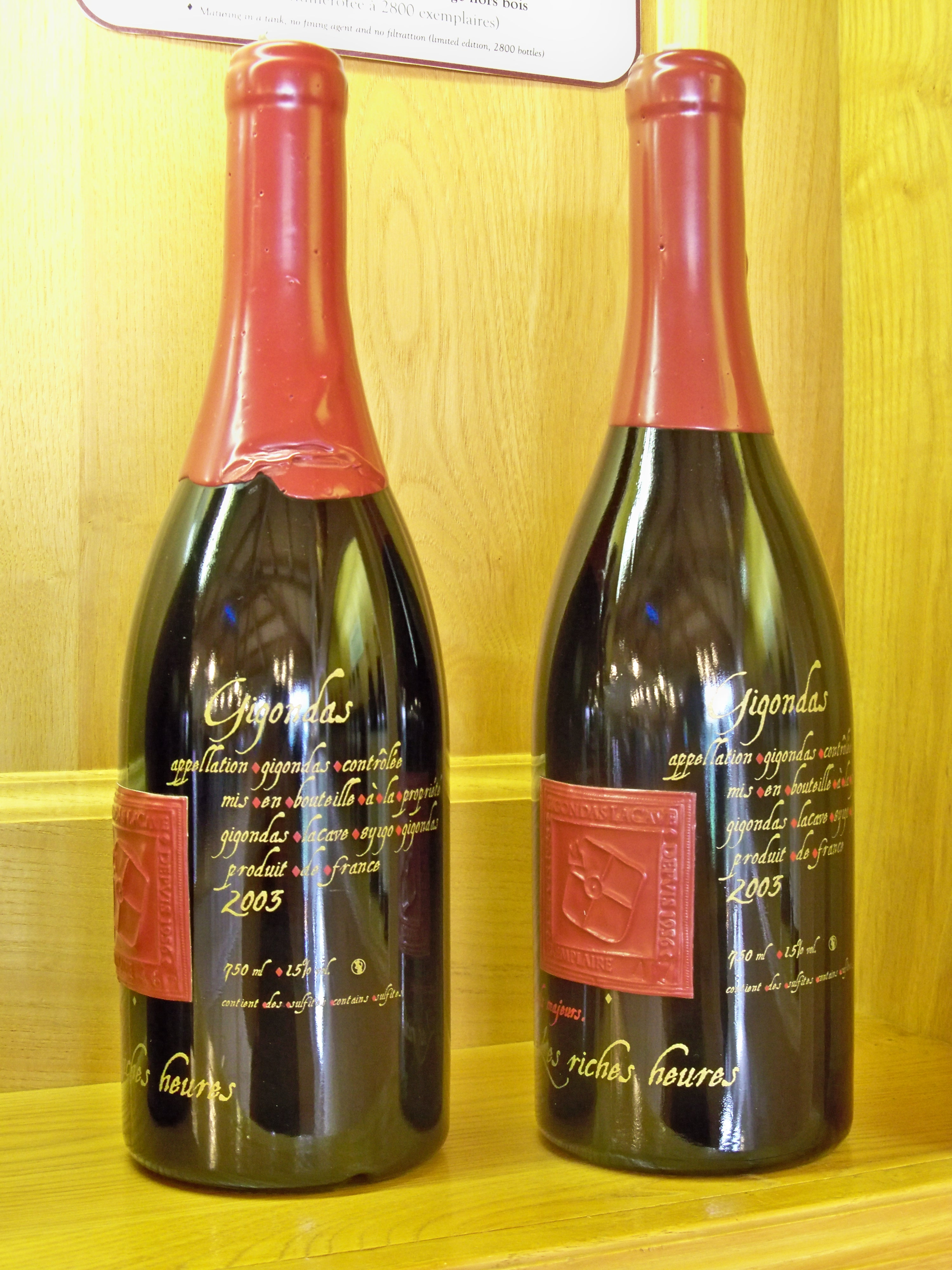
Gigondas rouge, millésime 2005.
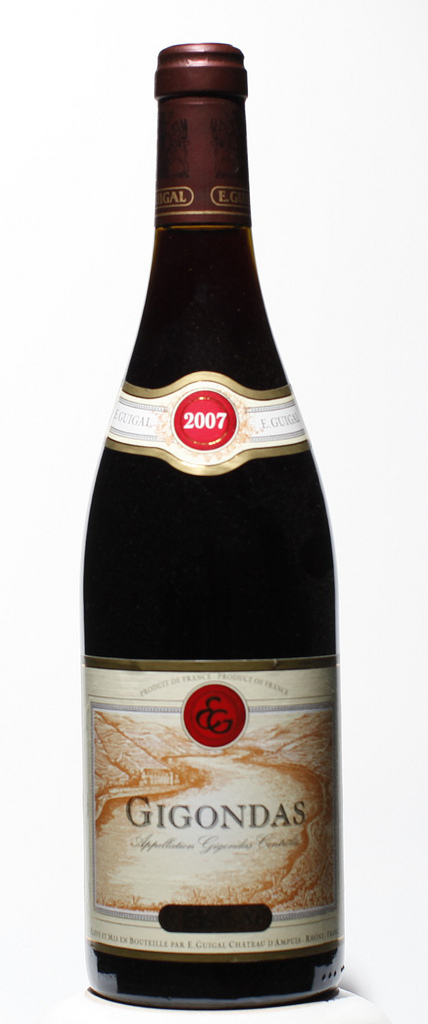
Gigondas rouge, Guigal, millésime 2007.
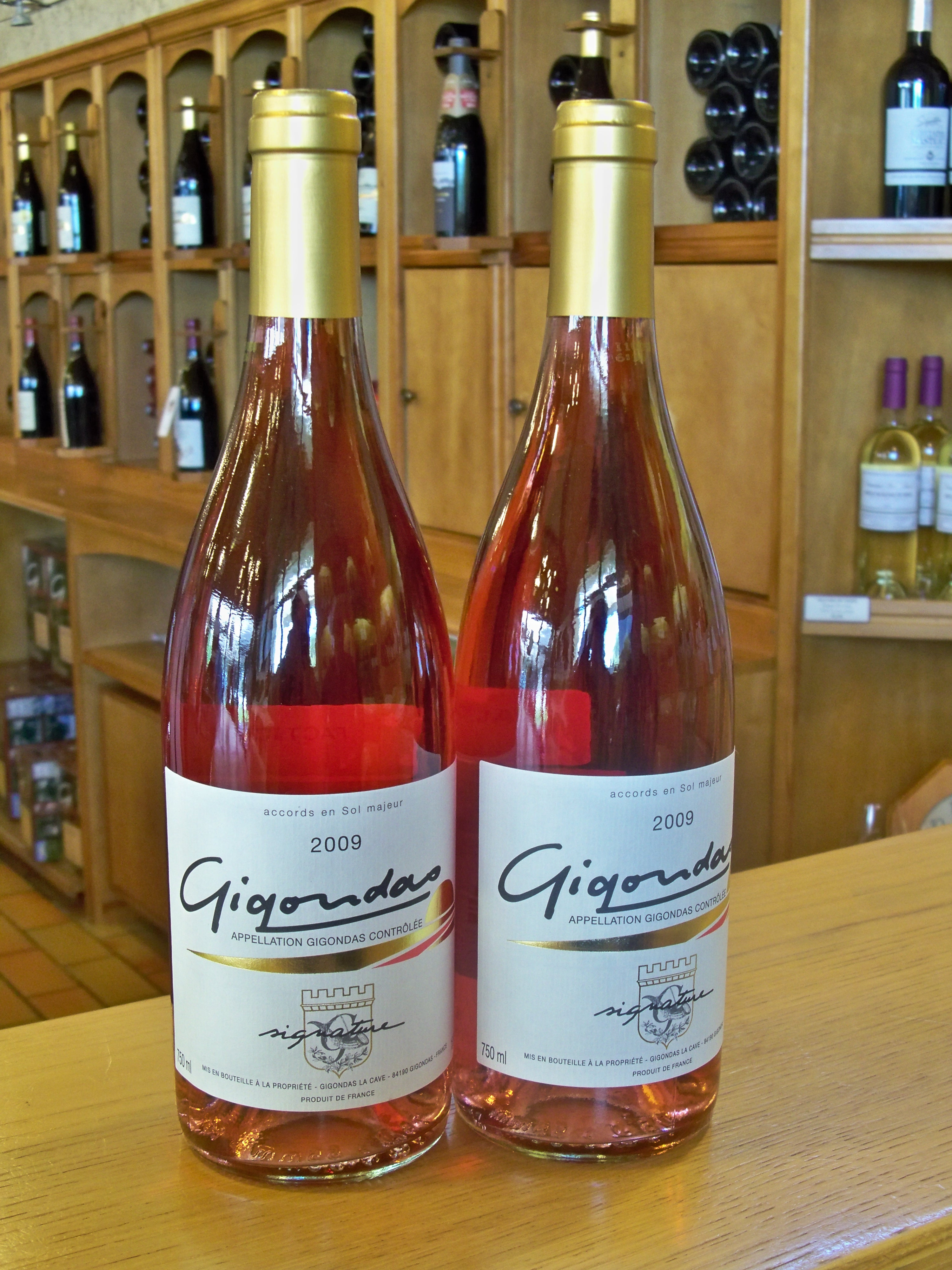
Gigondas rosé, millésime 2009.

### Wymagania jakościowe
Wydajność została ograniczona przepisami do jedynie 35 hl/ha.
Wino musi zawierać przynajmniej 12,5% alkoholu, jednak przeważnie moc jest wyższa, w lepszych latach wino zawiera ok. 14,0% alkoholu.
Beczki, w których dojrzewa wino, powinny być już wcześniej używane, aby zapobiec zdominowaniu wina przez waniliowy aromat, co jest charakterystyczne dla nowych beczek.

### Dojrzewanie
Czerwone wino gigondas z lepszych roczników ma potencjał starzenia powyżej 10 lat, z korzyścią dla jego struktury. Ze względu na wysoką zawartość odmiany grenache, gorsze roczniki nie znoszą dobrze długiego leżakowania w butelce i powinny być pite szybko.
Ze względu na sposób winifikacji i niską zawartość tanin trwałość win różowych określa się na 2-4 lata.

### Roczniki
Tabela poniżej określa średnią jakość win w dolinie Rodanu. Oceny roczników: wyjątkowe ,
wyróżniające się , dobre ***, przeciętne **, słabe *.
| Ocena | Wyjątkowy rocznik        | ***                      | ***                      | Wyróżniający się rocznik | Wyjątkowy rocznik        | Wyróżniający się rocznik | Wyróżniający się rocznik | ***                      | Wyróżniający się rocznik | Wyróżniający się rocznik |
| Roczniki 1990 | 1999                     | 1998                     | 1997                     | 1996                     | 1995                     | 1994                     | 1993                     | 1992                     | 1991                     | 1990                     |
| Ocena | ***                      | ***                      | **                       | ***                      | Wyróżniający się rocznik | **                       | **                       | **                       | ***                      | Wyjątkowy rocznik        |
| Roczniki 1980 | 1989                     | 1988                     | 1987                     | 1986                     | 1985                     | 1984                     | 1983                     | 1982                     | 1981                     | 1980                     |
| Ocena | Wyjątkowy rocznik        | Wyjątkowy rocznik        | Wyróżniający się rocznik | ***                      | Wyjątkowy rocznik        | **                       | Wyróżniający się rocznik | ***                      | Wyróżniający się rocznik | Wyjątkowy rocznik        |
| Roczniki 1970 | 1979                     | 1978                     | 1977                     | 1976                     | 1975                     | 1974                     | 1973                     | 19722                    | 1971                     | 1970                     |
| Ocena | Wyróżniający się rocznik | Wyjątkowy rocznik        | Wyróżniający się rocznik | **                       | ***                      | Wyróżniający się rocznik | ***                      | **                       | **                       | Wyjątkowy rocznik        |
| Roczniki 1960 | 1969                     | 1968                     | 1967                     | 1966                     | 1965                     | 1964                     | 1963                     | 1962                     | 1961                     | 1960                     |
| Ocena | **                       | *                        | Wyjątkowy rocznik        | Wyjątkowy rocznik        | ***                      | ***                      | **                       | **                       | ***                      | Wyjątkowy rocznik        |
| Roczniki 1950 | 1959                     | 1958                     | 1957                     | 1956                     | 1955                     | 1954                     | 1953                     | 1952                     | 1951                     | 1950                     |
| Ocena | Wyróżniający się rocznik | Wyróżniający się rocznik | Wyjątkowy rocznik        | Wyróżniający się rocznik | Wyróżniający się rocznik | ***                      | Wyróżniający się rocznik | Wyjątkowy rocznik        | **                       | Wyjątkowy rocznik        |
| Roczniki 1940 | 1949                     | 1948                     | 1947                     | 1946                     | 1945                     | 1944                     | 1943                     | 1942                     | 1941                     | 1940                     |
| Ocena | Wyjątkowy rocznik        | Wyjątkowy rocznik        | Wyjątkowy rocznik        | Wyróżniający się rocznik | Wyjątkowy rocznik        | **                       | Wyjątkowy rocznik        | Wyróżniający się rocznik | **                       | **                       |
| Roczniki 1930 | 1939                     | 1938                     | 1937                     | 1936                     | 1935                     | 1934                     | 1933                     | 1932                     | 1931                     | 1930                     |
| Ocena | *                        | Wyróżniający się rocznik | Wyróżniający się rocznik | ***                      | **                       | Wyjątkowy rocznik        | Wyjątkowy rocznik        | **                       | **                       | **                       |
| Roczniki 1920 | 1929                     | 1928                     | 1927                     | 1926                     | 1925                     | 1924                     | 1923                     | 1922                     | 1921                     | 1920                     |
| Ocena | Wyjątkowy rocznik        | Wyjątkowy rocznik        | **                       | Wyróżniający się rocznik | **                       | Wyróżniający się rocznik | Wyróżniający się rocznik | **                       | Wyróżniający się rocznik | Wyróżniający się rocznik |
| Źródła : Yves Renouil (red.), Dictionnaire du vin, Éd. Féret et fils, Bordeaux, 1962; Alexis Lichine, Encyclopédie des vins et alcools de tous les pays, red. Robert Laffont-Bouquins, Paris, 1984, Les millésimes de la vallée du Rhône & Les grands millésimes de la vallée du Rhône |                          |                          |                          |                          |                          |                          |                          |                          |                          |                          |

### Produkcja
W roku 1924 wyprodukowano 4784 hl wina, w 1967 25 887
obecnie jest to około 40 000 hl, co odpowiada ok. 5 milionom butelek.

### Charakter
Czerwone gigondas urzeka raczej swoją mocą niż elegancją. Jego charakter jest zbliżony do czerwonego châteauneuf-du-pape. Polecane jest
przede wszystkim z aromatycznymi mięsami, np. dziczyzną.
Różowe gigondas dobrze komponuje się z wędlinami i serami, a także kuchnią azjatycką.

## Historia
Niewiele jest znalezisk archeologicznych z czasów rzymskich, które świadczyłyby o uprawie wina w epoce imperium rzymskiego. W 1866 w posiadłości Eugène'a Raspail,
o którym jeszcze mowa dalej, odkopano podobiznę Bachusa.
Około roku 1120 biskup Vaison, Rostang III nadał parafii w Gigondas lenno, w skład którego wchodziła także winnica nad rzeką Ouvèze słowami:

Petro vero Alberto Gigundatis pro vinea quoe sita est juxta viam publicam est inter (... otam)) episcopalem et fluvium Ovicœ solidis ordo dedit

Dokument o tym świadczący jest najstarszym świadectwem uprawy wina w okolicy Gigondas.
Kolejna wzmianka pochodzi z roku 1341, za panowania książąt orańskich. Rajmund V de Baux nadał przywileje mieszkańcom Gigondas w zamian za siedmioletnie prawo
korzystania z winnicy.
Dokument z roku 1376 wspomina o uprawie winorośli na parceli zwanej Les Bosquets, a zapiski z roku 1380 stwierdzają, że winnice rozciągały się od kaplicy w Gigondas aż do brzegu rzeki Ouvèze.

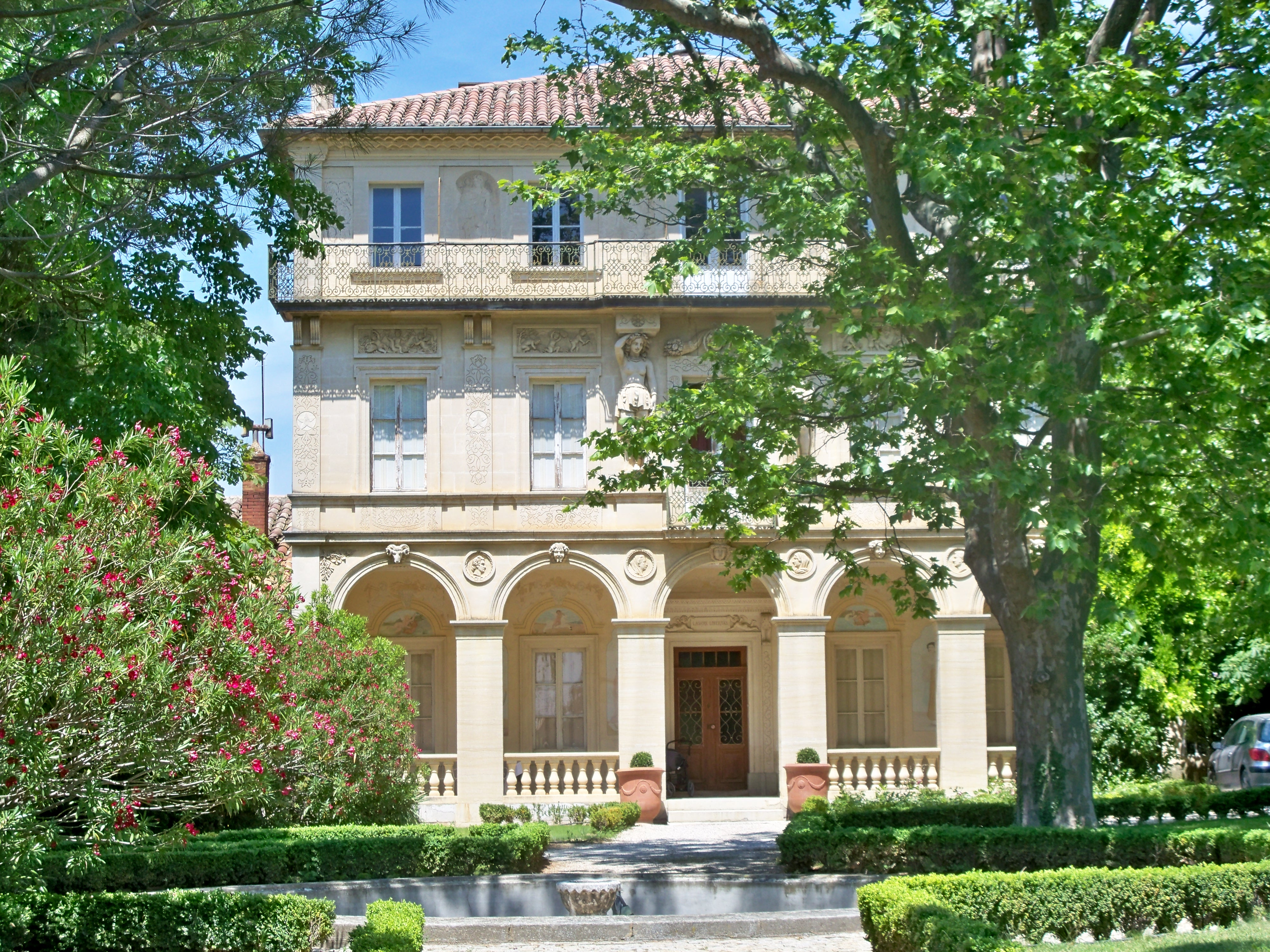
Pałac Raspail w Gigondas

Historyk Jean-Joseph Expilly pisał, że okolica Gigondas jest "bogata w wino", rolnicy odwracali się od uprawy winorośli na korzyść oliwek i morw (na jedwab). Zainteresowanie krzewem winnym odżyło w 1861 roku za sprawą rodu Raspailów, przede
wszystkim Eugène'a Raspail, który przejął posiadłość Bosquets, uporządkował 37 ha istniejących winnic, a w następnych latach obsadził kolejne 35 ha. Już trzy lata później wina wyprodukowane przez nich dostarczano przez port w Roquemaure nad Rodanem do Valence i Lyonu, a także dalej - do Saint-Étienne i Paryża. Klęska filoksery dziesięć lat później wstrzymała tylko na krótki czas dalszy rozwój kultury winiarskiej.
W 1956 roku nastała sroga zima, która zniszczyła gaje oliwne. Rolnicy Jean-Louis Alexandre, Albin Gaudin, René Goubert, Jules Marcel, Fernand Pézenas i Jean Souchières zdecydowali się założyć spółdzielnię winiarską, pod nazwą Cave des vignerons de Gigondas. Wina sprzedawano początkowo jako Côtes du Rhône-Villages, do używania której wieś miała prawo. Ambicja winiarzy doprowadziła do tego, że 6 stycznia 1971 INAO, organ regulacyjny we Francji przyznał wytwórcom z Gigondas, jako pierwszej gminie w dolinie Rodanu prawo do używania samodzielnej apelacji, tzw. cru. Odtąd wina wytwarzane na terenie gminy mogą być sprzedawane jako Gigondas AOC.